# 星光电影院
《星光电影院》是江一燕的首张正式专辑，于2007年12月18日发行。这张专辑与上一张的EP《用爱呼吸》在制作班底上有了很大的不同，EP《用爱呼吸》沿用的是全日本的制作团队。《星光电影院》则不同，启用了为张亚东和李焯雄的双雄配搭。在音乐风格上没有较大的改变，依然是“温暖气质新女声”的才女型新人的包装定位。值得一提的是江一燕本人也用参与此次的专辑制作，其中的一首《好朋友 我爱你》就是由江一燕作词作曲的作品。

## 曲目
1. ~光~ OVERTURE 00:45
2. 星光电影院 04:13
词：李焯雄；曲：张亚东；编曲：常石磊
3. 完美 04:31
词：江一燕；曲：肖光伟；编曲：常石磊
4. 雨中圆舞曲 04:40
词：江一燕；曲：谭伊哲；编曲：谭伊哲
5. 爱情烟熏眼 03:28
词：山青青 常石磊；曲：常石磊；编曲：常石磊
6. 失控 04:37
词：江一燕；曲：George Ohara；编曲：George Ohara
7. 身轻如燕 04:05
词：崔恕；曲：Takahiro Fujita；编曲：Takahiro Fujita
8. 好朋友 我爱你 04:12
词：江一燕；曲：江一燕；编曲：王智翔
9. 家   04:41
词：李焯雄；曲：Yusuke Kato；编曲：Naoyuki Osada
10. 不要告别 04:08
词：江一燕；曲：Tohru Watanabe；编曲：Tohru Watanabe
11. 给自己的歌 03:38
词：江一燕 李焯雄；曲：Tohru Watanabe；编曲：Tohru Watanabe

## 相關連結
艾迴中國專輯頁